# Triaenodes bicolor
Triaenodes bicolor – gatunek owada z rzędu chruścików i rodziny Leptoceridae. Larwy prowadzą wodny tryb życia, budują przenośne domki ze spiralnie ułożonych fragmentów detrytusu (podobnie jak larwy Phryganea). Dzięki długim odnóżom trzeciej pary, zaopatrzonym w długie włoski, larwy są zdolne do pływania wraz z domkiem.
Triaenodes bicolor jest pospolitym i licznie występującym gatunkiem w wodach stojących w całej Europie, z wyjątkiem Hiszpanii, Islandii, południowych Bałkanów, Arktyki. Larwy spotykane w jeziorach, roślinności rzek, wodach słonawych, głównie na nizinach. Limnebiont, występuje głównie w strefie helofitów, czasami w strefie elodeidów w pobliżu brzegów.
Na Pojezierzu Pomorskim larwy licznie poławiane w jeziorach i drobnych zbiornikach Niziny Szczecińskiej, jez. Dołgie Wielkie, nielicznie w Jeziorze Żarnowieckim, obecne w prawie wszystkich badanych jeziorach lobeliowych, zdecydowanie najliczniej w szuwarach turzycowych, licznie w izoetydach, szuwarach z Heleocharis oraz nimfeidach, na głębokości do jednego metra. Pospolicie występuje w jeziorach Pojezierza Mazurskiego, larwy łowione głównie w strefie helofitów, wśród manny mielec, pałki wodnej, turzyc, w trzcinach, czasami licznie wśród moczarki kanadyjskiej, rogatka, wywłócznika i osoki (w pobliżu helofitów), wydaje się, że preferuje zaciszne i zarośnięte zatoki. W małych, zarośniętych jeziorkach (torfowiskowe, zanikające) może występować masowo. Często spotykany w jeziorach Wielkopolski. Na Pojezierzu Łęczyńsko-Włodawskim reprezentowany stosunkowo nielicznie, wydaje się, że jest zastępowany przez T. conspersus i Leptocerus tineiformis. W Dolinie Narwi spotykany bardzo licznie, masowo w starorzeczach, także w jez. Nieciecz, sporadycznie w torfiankach i zbiornikach okresowych, masowo w starorzeczach Biebrzy.
Pospolity w jeziorach i stawach Skandynawii, larwy spotykane wśród roślinności. Pospolity i szeroko rozprzestrzeniony w jeziorach Łotwy, najczęściej ultraeutroficznych, często w jeziorach mezotroficznych, eutroficzno-dystroficznych i oligo-dystroficznych, stosunkowo często w eutroficznych i rzadziej w dystroficznych z torfianymi brzegami. Preferuje dno muliste i zarośnięte stanowiska. Często spotykany w jeziorach Niemiec, w Holandii larwy łowione w małych jeziorkach o pH 3,9 – 8,1, wśród osoki oraz w wywłóczniku, imagines łowiono najliczniej w lipcu i sierpniu. W Irlandii nie stwierdzony w jeziorze oligotroficznym, obecny w mezoeutroficznym i tylko w trzcinach. W Delcie Wołgi wśród roślinności wodnej na głębokości 0,4 – 0,9 m. Nad Balatonem imagines spotykane bardzo rzadko.